# Crucificação (Vouet)
Crucificação é uma pintura a óleo sobre tela de Simon Vouet, executada em 1636-1627. Esta pintura faz parte de um conjunto de três obras, juntamente com as pinturas que representam a Última Ceia e a incredulidade de São Tomé. Está agora no Museu de Belas Artes de Lyon. 